# Puikkosaari (ö i Södra Karelen)
Puikkosaari är en ö i Finland. Den ligger i sjön Saimen och i kommunen Villmanstrand i den ekonomiska regionen  Villmanstrands ekonomiska region  och landskapet Södra Karelen, i den södra delen av landet, 210 km nordost om huvudstaden Helsingfors. Öns area är 4 hektar och dess största längd är 300 meter i öst-västlig riktning.